# Pyongsong
P'yŏngsŏng (평성) er en nordkoreansk by, den er hovedsæde for provinsen Sydpyongan i det vestlige Nordkorea. Byen ligger omkring 32 kilometer nordøst for Pyongyang, den var formelt etableret i december 1969. Byen har en befolkning på 284.386.

## Administration
Byen er delt ind i 20 dong (nabolag) og 14 ri (landsbyer).

## Transport
Pyongsong Station ligger på Pyongra jernbanelinen.